# Félix Malloum
Félix Malloum (Fort Archambault, actualmente Sarh, 10 de septiembre de 1932 - París, 12 de junio de 2009), fue político de Chad y presidente de su país entre 1975 y 1979.

## Carrera
Sirvió como oficial del ejército chadiano y como miembro del Partido Progresista Chadiano (PPT). Luego se convirtió en jefe del Estado Mayor con el rango de coronel. Fue encarcelado por el presidente François Tombalbaye, pero fue liberado tras el exitoso golpe de Estado del 13 de abril de 1975. Desde ese momento sirvió como presidente a la vez que primer ministro de Chad hasta el 29 de agosto de 1978, cuando Hissène Habré fue nombrado primer ministro para integrar a los rebeldes armados norteños al gobierno. Sin embargo, fue en vano, y Malloum renunció a la presidencia el 23 de marzo de 1979.
Malloum se retiró de la política y se instaló en Nigeria. Retornó a la capital chadiana, Yamena, el 31 de mayo de 2002, tras 23 años en el exilio.
| Predecesor: Él mismo             | Presidente de la República de Chad 1978-1979                                              | Sucesor: Goukouni Oueddei |
| Predecesor: Noël Milarew Odingar | Jefe de Estado de la República de Chad (Presidente del Consejo Militar Supremo) 1975-1978 | Sucesor: Él mismo         |